# Reprezentacja Bośni i Hercegowiny U-17 w piłce nożnej mężczyzn
Reprezentacja Bośni i Hercegowiny U-17 w piłce nożnej jest juniorską reprezentacją Bośni i Hercegowiny, zgłaszaną przez Nogometni/Fudbalski Savez Bosne i Hercegovine. Mogą w niej występować wyłącznie zawodnicy posiadający obywatelstwo bośniackie, urodzeni w Bośni i Hercegowinie lub legitymujący się bośniackim pochodzeniem i którzy w momencie przeprowadzania imprezy docelowej (finałów Mistrzostw Europy lub Mistrzostw Świata) nie przekroczyli 17 roku życia. Do 1992 roku reprezentacja Bośni i Hercegowiny była częścią reprezentacji Jugosławii.

## Występy w ME U-17
Uwaga: W latach 1982–2001 rozgrywano Mistrzostwa Europy U-16
- 2002: Nie zakwalifikowała się
- 2003: Nie zakwalifikowała się
- 2004: Nie zakwalifikowała się
- 2005: Nie zakwalifikowała się
- 2006: Nie zakwalifikowała się
- 2007: Nie zakwalifikowała się
- 2008: Nie zakwalifikowała się
- 2009: Nie zakwalifikowała się
- 2010: Nie zakwalifikowała się
- 2011: Nie zakwalifikowała się
- 2012: Nie zakwalifikowała się
- 2013: Nie zakwalifikowała się
- 2014: Nie zakwalifikowała się
- 2015: Nie zakwalifikowała się
- 2016: Faza grupowa